# Stenella vangueriae
Stenella vangueriae är en svampart som först beskrevs av Thirum. & Mishra, och fick sitt nu gällande namn av Deighton 1979. Stenella vangueriae ingår i släktet Stenella, och familjen Mycosphaerellaceae. Inga underarter finns listade i Catalogue of Life.